# Daniel Huck
Daniel Huck (* 22. März 1948 in Paris) ist ein französischer Jazz-Saxophonist, Klarinettist und Sänger.

## Leben und Wirken
Huck versuchte sich mit 14 Jahren zunächst an der Posaune, begann dann aber 1967 autodidaktisch Altsaxophon zu lernen (in seiner Familie spielte niemand ein Instrument), mit seinem Vorbild, dem Orchester Jazz O´Maniacs; vor Augen (denen er auch Anfang der 1970er Jahre kurz angehörte). Nach Ausflügen in den Rhythm and Blues und den Free Jazz schloss er sich den Famous Melody Boys und danach Sharkey & Co. an, bei denen er bis 1974 blieb („Jimtown Blues“ 1973).  Er begleitete Cat Anderson auf Tournee und spielte mit Olivier Franc. 1976 nahm er mit der Anachronic Jazz Band eine Schallplatte unter gleichem Namen auf; zwei Jahre später folgte Volume 2 dieser Formation, die dafür den Prix Sidney Bechet 1978 der Académie du Jazz erhielt. Auch holte ihn Dominique Cravic zu den Primitifs du futur. Anfang der 1980er Jahre spielte er mit dem Happy Feet Quintet von Philippe Baudoin und mit der Cajun-Musik-Gruppe Chicot à bois sec. 1981 gründete er das Quartett Slapscat, das Vokaleinlagen nach dem Vorbild von Slim Gaillard spielte (allerdings in Französisch), den sie auch in Frankreich begleiteten; mit ihnen nahm er 1982 „Le Secret d´Huck“ auf. Gleichzeitig war er Mitglied von Orphéon Célesta von Emmanuel Hussenot. 1987 gründete er ein eigenes Quartett und beteiligte sich an der Vokalgruppe TSF („Petite pelle a colle“ 1987). 1988 begleitete er Slim Gaillard auf dessen Japan-Tournee. 1997 erschien sein Album „Esquisse for a Walk“ mit Dave Burrell und 1998 „Easy“ mit Gilles Naturel und Alain Mayeras. 2008 arbeitete er mit China Moses.
Während Charlie Parker und Coleman Hawkins seine Vorbilder am Saxophon sind, sind es beim Scat-Gesang Cab Calloway und humoristische improvisierte Wortschöpfungen à la Slim & Slam.
Huck wurde 1982 mit dem Prix Sidney Bechet geehrt; 1997 erhielt er den Prix Django Reinhardt.

## Lexigraphischer Eintrag
- Philippe Carles, André Clergeat, Jean-Louis Comolli: Le nouveau dictionnaire du jazz. R. Laffont: Paris 2011